# Hyles restricta
Hyles restricta är en fjärilsart som beskrevs av Rothschild och Jordan 1903. Hyles restricta ingår i släktet Hyles och familjen svärmare. Inga underarter finns listade i Catalogue of Life.